# Max Piorkowski
Max Piorkowski (ur. 27 maja 1859 w Bytomiu, zm. 9 września 1937 w Berlinie) – niemiecki bakteriolog, właściciel laboratorium bakteriologicznego w Berlinie. Opracował metodę barwienia (metoda Piorkowskiego) ziarnistości w granulocytach przy pomocy błękitu metylenowego.

## Wybrane prace
- Ueber das Differenzirungsvermögen von Bacterium coli commune und Bacillus typhi abdom. auf Harn-Nahrsubstraten. Berlin: Rares, 1896
- Über Kontraindikationen des Finsenverfahrens, 1909
- Koagulationsmittel für Milch u. dgl., bestehend aus den von den Bakterienleibern getrennten Stoffwechselprodukten der Yoghurtbakterien, 1915
- Herstellung von Schutz- und Heilmitteln gegen malignes Oedem und Rotz, 1919
- Serodiagnostik. Kurze Zusammenstellung der biologischen Reaktionen, 1919
- Die kleinsten Lebewesen Einführung in das Studium der Bakteriologie, 1922